# Couvent des Dames de Berlaymont

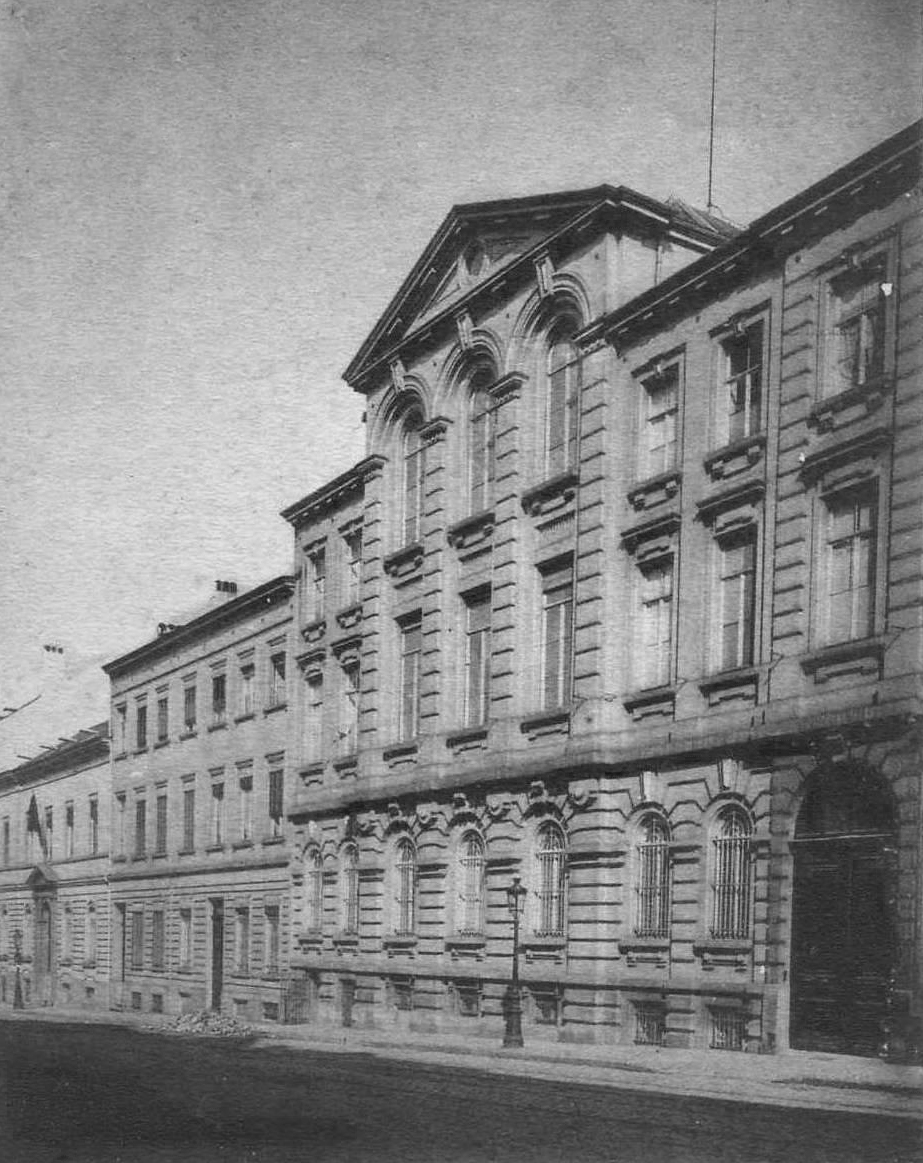
Das Kloster Berlaymont 1904

Das Kloster Berlaymont (Couvent des Dames de Berlaymont) in Brüssel wurde 1625 von Marguerite de Lalaing (1574–1650) mit Unterstützung ihres Ehemanns Florent de Berlaymont (1550–1626) als Konvent der Augustinerinnen gegründet. Nach einer Enteignung richteten die Kanonikerinnen 1864 in der Rue de la Loi in Brüssel einen neuen Konvent ein. 1960 verkauften sie das Gelände an den belgischen Staat, der hier das Verwaltungsgebäude der Europäischen Union errichtete, das seitdem Berlaymont-Gebäude genannt wird. Die Nonnen zogen nach Argenteuil, einen südlichen Vorort von Brüssel, und gründeten das neue Kloster Berlaymont.

## Gründung
Nachdem sie ihren Besitz unter ihren Kindern aufgeteilt hatten, holten Marguerite und Florent bei der Erzherzogin Isabella Clara Eugenia von Spanien (1566–1633), die seit 1621 Statthalterin der spanischen Niederlande war, die Erlaubnis, ein Kloster der regulären Stiftsdamen des heiligen Augustin in Brüssel zu gründen. Sie wollten das Kloster mit ihrem Stadtschloss in der Nähe der Brüsseler Kathedrale ausstatten, das sie von der Familie t’Serclaes erworben hatten, 100.000 Florin für den Bau der Kirche sowie einer Rente von 6000 Gulden in Form von Landbesitz in Montigny, den sie von Floris von Montmorency geerbt hatten, der 1570 auf Befehl des spanischen Königs Philipp II. hingerichtet worden war.
Am 18. Dezember 1624 stimmte die Erzherzogin dem Plan zu, während der Architekt Jacques Francquart (1577–1651) bereits bei der Arbeit war. Der Jesuitenprovinzial Charles Scribani (1561–1629) entwarf die Klosterregel auf Basis der Augustinusregel mit Anleihen bei Ignatius von Loyola. Papst Urban VIII. bestätigte die Regel am 10. August 1626.
Die ersten acht Nonnen gingen Pfingsten 1625 in Klausur. Der Tod Florent de Berlaymonts kurz darauf verzögerte die offizielle Klostergründung bis zum 25. Mai 1627, die in Anwesenheit der Erzherzogin durch Jacques Boonen erfolgte, den Erzbischof von Mecheln. Im Jahr darauf wurde Marie de Duras zur Priorin gewählt.
Die Angehörigen des Klosters waren anfangs in zwei Klassen aufgeteilt, eine Regelung, die bereits nach einem halben Jahrhundert zur Vereinfachung der Nachwuchswerbung aufgegeben wurde. Die eine Gruppe waren die Stiftsdamen, die adeliger Herkunft sein mussten, während die andere, bürgerliche Gruppe als Lehrerinnen (Maîtresses des écollières) die Stiftsdamen bei der Erziehung bürgerlicher Mädchen unterstützten.

## Umzüge im 19. und 20. Jahrhundert
1794, während der Besetzung der spanischen Niederlande durch das revolutionäre Frankreich wurden die Nonnen erstmals ins Exil gezwungen, vier Jahre später wird das Kloster endgültig geschlossen, die letzte Nonne verließ das Kloster am 31. Mai 1798. Zwei Monate darauf wurde das Gebäude verkauft und anschließend abgerissen.
Ein kleines Pensionat überstand die Wirren der Zeit erst in der Rue aux Laines, dann im ehemaligen Stadtschloss des Prince de Gavre in der Rue des Trois-Têtes. 1808 kamen die Nonnen im ehemaligen Couvent des Minimes (Paulaner) unter, der zwischen der Rue de l’Etoile (Sterstraat), der Rue du Manège und der Rue de l’Arbre Bénit (Gewijde Boomstraat) stand. Ihr Nachbar, der Fürst von Merode, trat ihnen einen Teil seines Gartens ab, damit ein neues Kloster gebaut werden konnte.
1864 muss das Kloster erneut umziehen, weil hier im Zusammenhang mit dem Bau des neuen Brüsseler Justizpalastes neue Straßen wie die Verlängerung der Rue de la Régence und die Rue Ernest Allard gebaut werden sollten. Aus dem größten Teil des von den Nonnen genutzten Gartens wurde der Platz vor dem Justizpalast. Der Konvent zog in ein ländlicheres Gebiet um, an die Rue de la Loi, die als Verbindung zum neuen Militärübungsplatz verlängert wurde und die wenige Jahre später zum dort angelegten Jubelpark (Parc du Cinquantenaire, der anlässlich der 50. Jahrestag der Unabhängigkeit Belgiens 1880 gebaut wurde) führen sollte.
Die Rue de la Loi entwickelte sich mit dem Wachstum Brüssels von einem ländlichen zu einem der neuen städtischen Gebiete der Stadt und wurde insbesondere als Baugrund für Bürogebäude interessant. Am 8. Dezember 1958 bot die belgische Regierung den Kauf der Immobilie an, um hier das administrative Zentrum der Europäischen Union, das dann Berlaymont-Gebäude genannte Bürohaus zu errichten. Neben dem Kaufpreis sollte dabei ein (erneutes) Ersatzgelände, wiederum am Rand der Stadt, zur Verfügung gestellt werden, diesmal in Argenteuil, einem Ortsteil des 15 Kilometer südlich von Brüssel gelegenen Waterloo. Der Kaufvertrag wurde am 25. Mai 1960 unterzeichnet.